# Signoria fondiaria

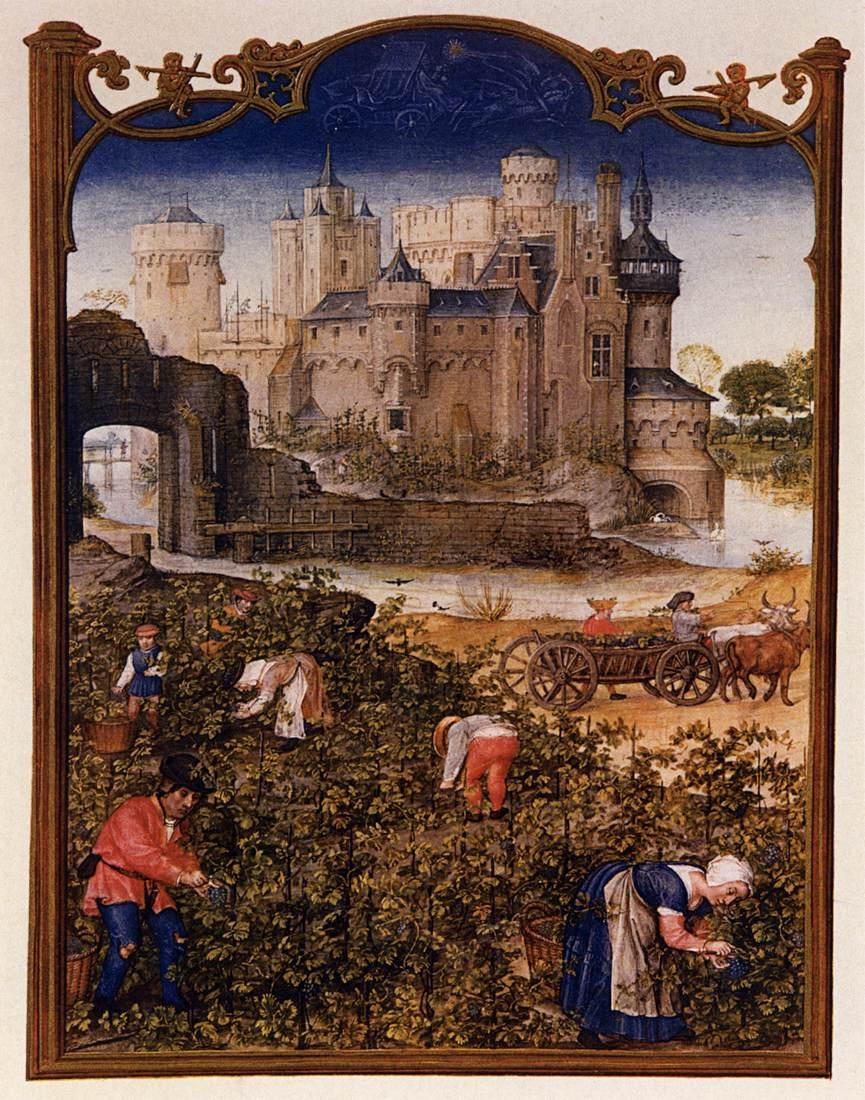
Miniatura fiamminga di fine Quattrocento

La signoria fondiaria era una forma di potere locale esercitata dai grandi proprietari terrieri nei secoli centrali del Medioevo. Viene detta fondiaria in quanto trae origine dai possedimenti fondiari, sui quali il signore esercita il proprio potere.

## Storia

### Origini e contesto storico
Il sistema predominante dell'organizzazione economica nell'Europa carolingia era quello della curtis o "corte". Con esso si riferisce ad un modello di gestione delle grandi proprietà terriere, sia ecclesiastiche che laiche, diffusosi tra l'VIII e il IX secolo. Le aziende agricole erano composte da due distinte parti: una era detta pars dominica, gestita direttamente dal padrone; l'altra era detta pars massaricia e consisteva in fondi affidati a contadini dipendenti.
I grandi possidenti esercitavano un forte controllo sia della popolazione asservita che viveva nella sua riserva, la pars dominica, sia sui contadini che risiedevano lontani sui mansi. Questo potere non si limitava alla sfera economica, ma assumeva diverse forme di protezione e disciplina sociale, a seconda della condizione giuridica dei suoi dipendenti. Erano presenti sia servi a tutti gli effetti, accasati presso la pars dominica o installati nella pars massaricia; ma anche contadini liberi o semiliberi, asserviti unicamente da vincoli economici al padrone.

### Sviluppo del potere signorile
L'aristocrazia di epoca carolingia, detentrice del potere pubblico, era composta dai più grandi proprietari terrieri. La potenza di conti, marchesi, duchi e vescovi poggiava sostanzialmente sui domini fondiari. Questi nobili detenevano una forte autorità, oltre ad esercitare incarichi sul territorio per conto del sovrano. La loro influenza si estendeva quindi anche sui contadini liberi che non erano asserviti al padrone, creando di fatto una dominazione informale: la signoria fondiaria.
Tuttavia fu solo con il disgregamento dell'Impero carolingio e la progressiva caduta dei poteri pubblici che i grandi proprietari terrieri riuscirono ad estendere il proprio potere sui contadini residenti sulle loro terre, assumendo maggiori poteri giurisdizionali non solo più sui servi domestici ma anche sui coltivatori liberi. A frenare questo processo però era la stessa struttura dell'azienda curtense, i cui possedimenti terrieri si presentavano sparsi sul territorio, ostacolando lo sviluppo delle costrizioni pretese dal signore.
La signoria fondiaria si sviluppò da queste basi in tutta l'Europa occidentale, sia nei territori del continente appartenuti all'Impero, sia nell'Inghilterra anglosassone, sebbene in maniera diversa. Solamente nelle aree marginali e periferiche come la Frisia, l'Inghilterra settentrionale o la Sassonia, la signoria fondiaria non attecchì lasciando maggior autonomia alle popolazioni contadine. Affiancandosi ai piccoli allodi dei contadini liberi, essa costituiva il principale attore dell'economia rurale dell'epoca, evolvendosi progressivamente e manifestandosi compiutamente a partire dall'XI secolo.

### Nascita della signoria di banno
A partire soprattutto dal X secolo, le signorie riuscirono ad estendere il proprio potere direttamente sui contadini, asservendoli tramite l'assunzione di poteri bannali, e anche grazie ai processi di incastellamento. Venne a formarsi così la cosiddetta signoria di banno, detta anche signoria rurale o territoriale. I signori non esercitavano più il proprio potere solamente sui contadini delle proprie terre, ma anche a quei contadini proprietari (allodieri) o dipendenti da altre signorie fondiarie, che si trovavano nel circondario. La costruzione di un dominio compatto, dove tutti i residenti erano sottoposti all'autorità del signore a prescindere dai vincoli economici a cui lo legavano, avvenne a scapito delle porzioni più lontane e più difficili da gestire dei domini territoriali della signoria fondiaria, che rimasero in condizione quasi autonoma o vennero asserviti da altre signorie di banno.

## Descrizione

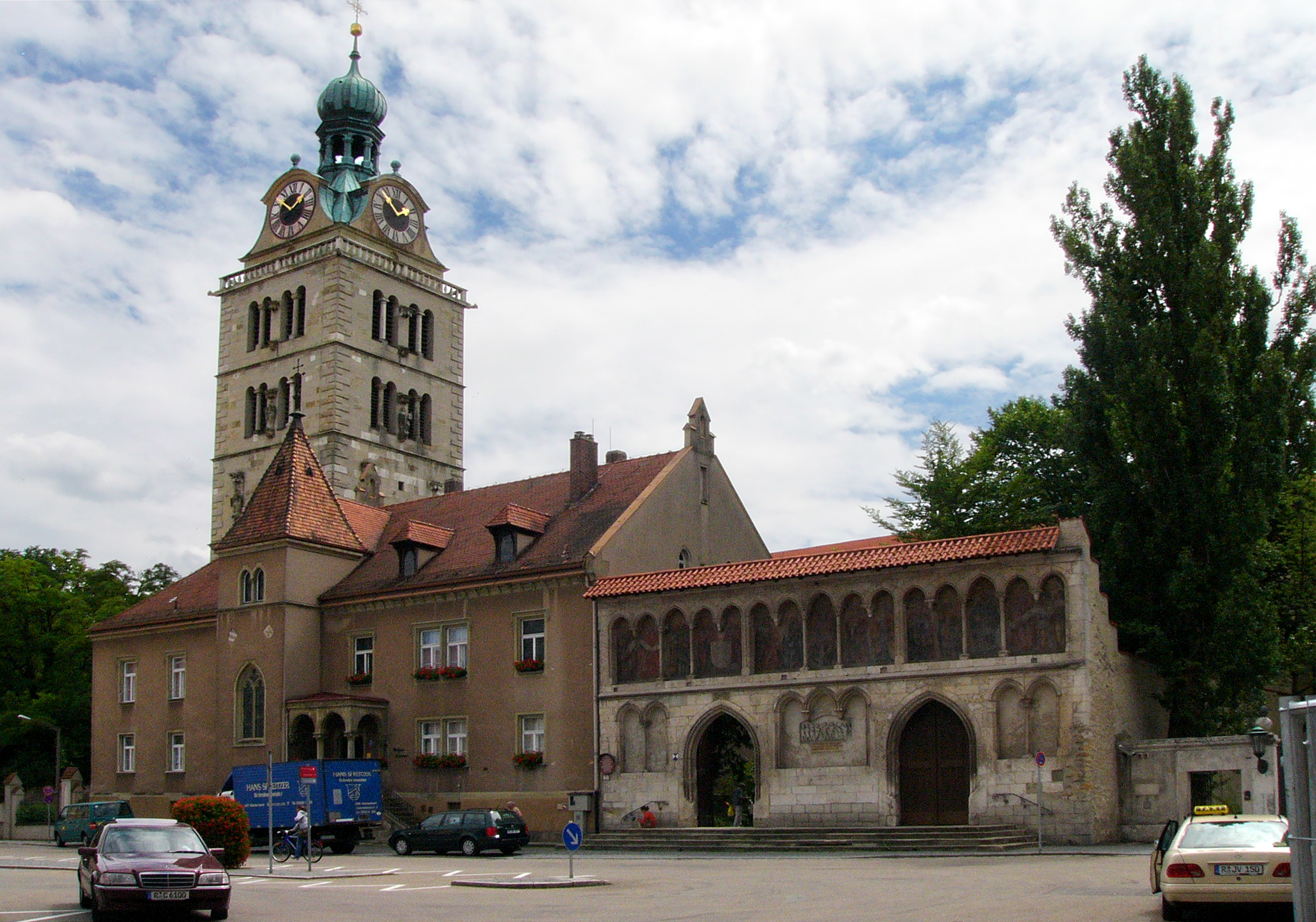
Abbazia di Sant'Emmerano di Ratisbona, sede di un vasto patrimonio fondiario, suddiviso al 1030 in 33 unità dominicali.

A seconda delle dimensioni dei diversi patrimoni fondiari, si possono suddividere i signori in due distinte categorie economiche. La prima era composta dai grandi proprietari terrieri, possessori di numerose aziende e di vaste proprietà. Essi erano vescovi, abati, conti e baroni, membri dell'alta nobiltà e detentori di incarichi pubblici. Nella seconda classe invece troviamo i gradini più bassi dell'aristocrazia, proprietari di piccole aziende, e raccoglieva signorotti di villaggio, cavalieri, ma anche i religiosi che gestivano piccoli priorati rurali; ad essi si aggiungevano gli amministratori delle grandi signorie, fossero ministeriali o affittuari. Entrambe queste categorie infatti conducevano direttamente le aziende (sia che fossero di loro proprietà o date in gestione dai "grandi").
Un'ulteriore distinzione si può fare tra le signorie ecclesiastiche, ovvero di proprietà di abbazie e capitoli cattedrali, e le signorie laiche che appartenevano a casate e famiglie di rango nobiliare.

### Gestione della grande signoria
Le grandi abbazie e le cattedrali più importanti, così come le potenti famiglie dell'alta nobiltà, detenevano immense proprietà fondiarie, sparse e suddivise in più unità a conduzione diretta o concesse ai contadini in locazione. Era usuale sia per i vescovi che per i nobili spostarsi tra le diverse residenze disseminate in giro, sorvegliando e visitando ogni azienda e soggiornando in ciascuna di esse, senza risiedere stabilmente in una singola dimora. In Francia, nel corso del XII secolo queste residenze rurali vennero fortificate; facevano eccezione i monaci, costretti a rimanere all'interno del loro monastero.
La vastità di queste tenute era talmente ampia che non era possibile gestirle efficacemente in forma diretta. Così alcune parti vennero cedute in concessione, sia sotto forma di feudi che in altre forme, ad esempio tramite contratti di livello o di precaria. Inoltre i grandi signori si disdegnavano dal condurre personalmente le proprie aziende, lasciando i compiti più gravosi a loro intendenti, variamente denominati ("sindaci", "villici", ecc.); oppure davano in affitto larghe porzioni dei loro domini, incassando in cambio le derrate sufficienti al proprio mantenimento e somme monetarie.
Le signorie fondiarie più grandi erano suddivise in unità gestionali, funzionali all'amministrazione economica. Quelle degli enti ecclesiastici, i cui membri erano impegnati nelle funzioni religiose ed erano obbligati a risiedere all'interno della comunità di appartenenza, erano dette prebende o decanati; un membro della comunità religiosa veniva incaricato di sovrintendere ciascuna di queste aziende.
Sia i signori laici che ecclesiastici però delegarono le mansioni di gestione economica ad amministratori, denominati in maniera diversa ("prevosti", "sindaci", "villici", ecc.); potevano essere mandatari di condizione libera o ministeriali. Ciascuno di essi gestiva una circoscrizione ristretta, relazionandosi direttamente coi contadini concessionari e i dipendenti dell'azienda agraria, oltre a sorvegliare più direttamente i beni della signoria. Questi intendenti, residenti nel maniero signorile, svolgevano un ruolo di primo piano nell'organizzazione economica e sovrintendevano la corte del padrone nei periodi di assenza.

#### Signorie religiose
Tra il X e l'XI secolo le grandi istituzioni ecclesiastiche come le abbazie benedettine e le cattedrali cittadine accumularono ingenti patrimoni fondiari, frutto principalmente di donazioni. Più avanti col tempo ne beneficiarono i nuovi ordini religiosi come i Cistercensi o i Cavalieri templari.

### Piccole signorie
La maggior parte delle grandi casate riuscì a mantenere i propri possedimenti, integrandoli in diversi modi e limitando la frammentazione dei beni che seguiva le successioni ereditarie. Una parte dell'aristocrazia terriera tuttavia vide il proprio patrimonio ridursi progressivamente, processo favorito anche dall'uso delle donazioni alla Chiesa, giungendo al livello di modesti allodieri. Ad essi si aggiungevano i gradini più bassi della nobiltà, costituiti dai cosiddetti "cavalieri", proprietari di piccole signorie e solitamente vassalli dei signori più grandi.

## Signoria domestica
Per signoria domestica si intende la forma del potere esercitata dal signore sui contadini della pars dominica. La parte a conduzione diretta dell'azienda agricola, coincidente (almeno in parte) con la residenza signorile e il caput curtis, era quella dove il dominio signorile era esercitato in maniera più forte e continuativa. Nella riserva infatti risiedevano principalmente servi prebendari ma anche contadini di condizione libera che si erano consegnati al padrone, venendo così integrati nella familia o masnada.
Questa forma di dominio molto stretta giunse ad arrogarsi alcune funzioni originariamente spettanti al potere pubblico, esercitando di fatto una giustizia signorile sui dipendenti, sottratti così alle condizioni giuridiche precedenti e livellando le distinzioni tra servi e contadini liberi. Con l'emergere delle signorie bannali, le rivendicazioni dei signori sulla propria familia aumentarono, conservando e rafforzando la propria autorità sugli uomini che vivevano a stretto contatto con il padrone. La resistenza delle signorie domestiche fu molto forte, entrando spesso in contrasto con i nuovi signori territoriali, ma spesso perdendo controllo sui dipendenti che vivevano troppo lontano che così sfuggirono al loro potere.